# 1864 Daedalus
Az 1864 Daedalus (ideiglenes jelöléssel 1971 FA) egy földközeli kisbolygó. Tom Gehrels fedezte fel 1971. március 24-én.